# Albinaria greeni
Albinaria greeni is een slakkensoort uit de familie van de Clausiliidae. De wetenschappelijke naam van de soort is voor het eerst geldig gepubliceerd in 1935 door Tomlin.